# Dansk Melodi Grand Prix 2001
El XXXII Dansk Melodi Grand Prix se celebró en el Centro de Conferencias de Herning el 17 de febrero de 2001, presentado por Keld Heick. En la final participaron 10 canciones, siendo el ganador elegido por el televoto (80 %) y jurado de "expertos" (20 %). En la primera parte de la votación las últimas cinco canciones fueron eliminadas, y luego las otras cinco fueron votadas otra vez para decidir el ganador, con 152 votos del público y 38 del jurado. 
Con 16 puntos de margen, los elegidos para representar a Dinamarca en el Festival de la Canción de Eurovisión 2001, que se celebraría el 12 de mayo en Copenhague tras la victoria danesa el año anterior, fueron Rollo & King, con la canción Der står et billede af dig på mit bord.

## Resultados
| N.º | Artista                        | Canción                                  | Puntos | Posición |
| --- | ------------------------------ | ---------------------------------------- | ------ | -------- |
| 1   | Parber Kerstein Band           | "Drømmer om dig"                         | -      | -        |
| 2   | Anita Lerche & Simon Munk      | "Mit hjerte det banker"                  | -      | -        |
| 3   | Katrine Daugaard               | "Sha la li sha la lej"                   | 28     | 5        |
| 4   | Sanne Gottlieb                 | "Tog jeg fejl"                           | -      | -        |
| 5   | Sanne Graulund & Ole Kibsgaard | "Et øje på dig"                          | -      | -        |
| 6   | Johnny Hansen                  | "Lidt etfer lidt"                        | -      | -        |
| 7   | baSix                          | "I Australien"                           | 42     | 2        |
| 8   | Anne Murillo                   | "Hvis du tænker lidt på mig"             | 38     | 3        |
| 9   | Helge Engelbrecht              | "Som on det var i går"                   | 34     | 4        |
| 10  | Rollo & King                   | "Der står et billede af dig på mit bord" | 58     | 1        |

## Dinamarca en Eurovisión 2001
Tras el concurso Der står et billede af dig på mit bord fue traducida al inglés como Never Ever Let You Go. Rollo & King actuaron los últimos en el festival, siguiendo a Grecia. Never Ever Let You Go recibió 177 puntos, quedando Dinamarca segunda de 23 países, 21 puntos por detrás de los ganadores Estonia y 30 por encima del tercer clasificado Grecia. La canción recibió 6 veces doce puntos de Croacia, Estonia, Alemania, Islandia, Irlanda y Noruega.  Sólo Bosnia y Herzegovina y Rusia dieron cero puntos a Dinamarca. Los 12 puntos de Dinamarca fueron para Malta.